# 瑠璃の島
『瑠璃の島』（るりのしま）は、2005年4月16日から6月18日まで毎週土曜日21時 - 21時54分に、日本テレビ系の「土曜ドラマ」枠で放送された日本のテレビドラマである。キャッチコピーは「女の〜子〜は〜、い〜つ〜でも、瑠璃の島〜♪」

## 概説
成海璃子のドラマ初主演作品。また、主題歌『ここにしか咲かない花』は、コブクロがこのドラマのために書き下ろした作品である。2007年1月6日には、『瑠璃の島 SPECIAL 2007』（以降、『SPECIAL』）と題して特別番組が放送された。
原作は、森口豁のノンフィクション作品『子乞い―沖縄孤島の歳月』。沖縄県鳩海島（沖縄県鳩間島がモデル）を舞台に、フィクションを交えながら構成されている。原作で男児だった主人公がドラマでは女児となっているなど、原作からの変更点が多い。
2007年7月13日から9月14日まで日本テレビ系BS日テレ（金曜日22時 - 22時54分）や、日本テレビでも、2007年8月16日から9月19日まで、「Dパラダイス」枠で再放送された。
『土曜ドラマ』枠は本作よりデジタルハイビジョン制作に移行した。

## あらすじ
親に捨てられて施設で育ち、人間不信に陥っていた少女・藤沢瑠璃（成海璃子）が、過疎化により廃校の危機に見舞われている小学校を存続させるために里子を探していた仲間勇造（緒形拳）と出会い、社会から捨てられかけた沖縄県八重山の孤島へ渡る。島の住民との出会いを通し、成長していく少女の姿を描く。
前半では荒んでいた瑠璃が、勇造夫婦や担任のさなえに心を開いていき、中盤ではすっかり本来の心を取り戻した瑠璃が、島の人たちと向き合い、彼らを助けるようになる。後半は中学校再興といった本来のテーマを軸に、照明の死、川島の謎の解明といったサイドストーリーを絡ませていく。
『SPECIAL』では瑠璃の初恋に加え、「この島は今後どのような島であるべきなのか?」ということを島の人々に問いかけるストーリーとなっている。

## 登場人物

### 主要人物
藤沢 瑠璃
演 - 成海璃子
主人公。母親から教育を放棄され、東京の施設で育てられた。愛情をほとんど受けずに育ち、荒んでいた時に仲間勇造と出会い、里子となる。最初は平気で嘘をつき、怒り出すと手がつけられないような問題児だったが、自分が大切にされていることに気付くと、次第に明るい心を持った島の少女へと成長していく。
口癖は手を横に振り、「いやいやいや」と言うことで、第1話から変わっていない。また、その口癖は勇造にも移る。当初の髪型はパーマ（本人は天然だと主張）だったが、その後、川島達也（高原信）にロングヘアにしてもらう。
島に来た当初の「造って欲しいもの」はゲームセンターとハンバーガーショップであった。
高原 信
演 - 竹野内豊
米盛照明の家に居候をしている謎の男。自殺するために鳩海島に来たが、溺れかけた瑠璃を助けることで断念する。
第8話までは川島達也と名乗っていたが第8話のラストで警官に問い詰められ本名を名乗った。昔は親友である本物の川島達也と共に美容院を経営していた。後に再び東京に戻り、海沿いの美容院で働く。このドラマの主要キャラクターの1人だが、『SPECIAL』には登場しない。
島袋 さなえ
演 - 小西真奈美
鳩海小学校の元教師。教師としての腕はいいのだが、性格は冷たく、沖縄本島の学校へ転勤を願っていた。しかし瑠璃と出会うことで「自分に足りない何か」を見つけ出し、鳩海島で仕事をし続けたいと思うようになり、鳩海小学校存続や鳩海中学校再建には影で貢献した。鳩海中学校では再び瑠璃を教える。
瑠璃に「最高に田舎っぽい顔をしてる。」と言われた。

### 仲間家
仲間 勇造
演 - 緒形拳（特別出演）
瑠璃の里親。周囲から「カッとなるとすぐに手が出るところが本当の親子みたい」とよく言われ、実際に瑠璃を養子にしようとも考える。島で唯一の民宿「ぱいかじ」を経営していて、島人からの信頼も厚い。
瑠璃の壊したボートを弁償するために毎日石垣島へ働きに行っていた時期があった。
仲間 恵
演 - 倍賞美津子
仲間勇造の妻。あらゆるトラブルにも物怖じしない性格。
仲間 貴子
演 - 純名りさ
仲間勇造・恵の娘。
子供がおり、島を離れて暮らしている。

### 米盛家
米盛 照明
演 - 小日向文世
アル中で、子供のような心を持つ男。自分が育ててきた子供が、実は他の男と妻との間にできた子であることに気付いた後、妻子に逃げられてしまう。川島や島の子供たちのことを友達だと思っている。台風から祭道具とヤギを守ろうとして死んでしまうが、『SPECIAL』にも幻影として登場。
有川 いずみ
演 - 永井杏
照明の子供。実は血はつながっていない。

### 新垣家
新垣 治衛
演 - 平泉成
鳩海島の自治会長で三線の名手でもある。勇造とはよく意見が食い違う。腹が据わっておらず、壮平とコンビで噂話を広めて騒ぎを大きくする。
新垣 佳枝
演 - 市毛良枝
治衛の妻で、小学校の給食係。島の人間関係にやけに詳しい。
今井 暁
演 - 内田流果
治衛と佳枝の里子。実は治衛の子供。

### 松隈家
松隈 浩二
演 - 勝村政信
鳩海小学校の用務員。有川いずみの里親。
松隈 奈津美
演 - 西山繭子
松隈浩二の妻。初めは照明の米盛売店を手伝っていたが、彼の死後は経営者となる。

### 川島家
川島 美穂子
演 - さくら
本物の川島達也の妹。
兄の死の真相を知るために鳩海島まで高原に会いに来た。
川島 達也
演 - 金子昇
本物の川島達也。
夢の大きい美容師だったが、オートバイ事故が原因で美容師ができなくなり自殺。

### その他
宮園 壮平
演 - 塩見三省
鳩海島の副会長。勇造と治衛の喧嘩を度々仲裁している。
小浜 学
演 - 岸部一徳
瑠璃の鳩海小学校時代の校長。退職後は鳩海島に住んでいないが、度々島に来る。
野々村 元
演 - 高杉亘
フリーのジャーナリスト。島の里子問題を取材しており、瑠璃たちの周囲をしつこく嗅ぎ回っている。
カマドおばぁ
演 - 吉田妙子
昔からの鳩海島を知っている長老。唯一純粋なウチナー言葉を話す。
斉藤 茂
演 - 賀集利樹
カマドおばぁの家に居候している。カマドおばぁの畑を借りて「鳩海島パンプキン」を作り始めるが、その2年後には育児費を稼ぐため沖縄本島で働く。
斉藤（中嶋） 美月
演 - 井川遥
斉藤の妻。
茂との間に子供を作った後に結婚した。
藤沢 直
演 - 西田尚美
瑠璃の実母。
子供の教育を放棄した後、新しい夫と子供とともに暮らしている。

### 『瑠璃の島 SPECIAL 2007』の登場人物
宮原 詩音
演 - 神木隆之介
親の聖一郎の前であまり自己主張ができない性格。鳩海島でも聖一郎に振り回される。夢は「駅伝に出ること」。何かと気にかけてくれる瑠璃に、次第に惹かれていく。
宮原 聖一郎
演 - 田辺誠一
東京の私立校の優秀な教師だったが、ある事件がきっかけで教師としての自信を失くしてしまい、新たな生活を始めるために鳩海島へ来る。

## スタッフ
- 原作 - 森口豁『子乞い―沖縄孤島の歳月』（ISBN 4773629061）凱風社刊
- 脚本 - 森下佳子、寺田敏雄、森下直、武田有紀
- 音楽 - 羽毛田丈史
- 演出 - 猪股隆一、池田健司、国本雅広
- 主題歌 - コブクロ「ここにしか咲かない花」（ワーナーミュージック・ジャパン）
- プロデューサー - 戸田一也、国本雅広、次屋尚
- 製作協力 - ケイファクトリー
- 製作著作 - 日本テレビ

## 放送日程

### 連続ドラマ
| 各話                                                       | 放送日        | サブタイトル                          | 脚本     | 演出     | 視聴率 |
| ---------------------------------------------------------- | ------------- | ------------------------------------- | -------- | -------- | ------ |
| 第1話                                                      | 2005年4月16日 | 沖縄の離島救った不良少女 涙の感動実話 | 森下佳子 | 猪股隆一 | 16.0%  |
| 第2話                                                      | 2005年4月23日 | 初めての愛は涙の味                    | 寺田敏雄 | 池田健司 | 11.8%  |
| 第3話                                                      | 2005年4月30日 | 海ガメがくれた勇気                    | 森下直   | 池田健司 | 13.2%  |
| 第4話                                                      | 2005年5月07日 | 先生の涙と熱い友情                    | 武田有起 | 猪股隆一 | 13.0%  |
| 第5話                                                      | 2005年5月14日 | もう二度と逢えない                    | 武田有起 | 猪股隆一 | 13.3%  |
| 第6話                                                      | 2005年5月21日 | 涙の再会 届け父の愛                   | 森下直   | 国本雅広 | 12.3%  |
| 第7話                                                      | 2005年5月28日 | 台風の夜 永遠の別れ                   | 武田有起 | 池田健司 | 11.9%  |
| 第8話                                                      | 2005年6月04日 | 親子の絆 希望の叫び                   | 森下直   | 猪股隆一 | 09.3%  |
| 第9話                                                      | 2005年6月11日 | 信じる心 悲しい真実                   | 森下直   | 池田健司 | 12.3%  |
| 最終話                                                     | 2005年6月18日 | この島がくれたもの…いつかまた逢える   | 武田有起 | 猪股隆一 | 13.3%  |
| 平均視聴率 12.8%（視聴率は関東地区・ビデオリサーチ社調べ） |               |                                       |          |          |        |

BS日テレで2019年12月4日から放送されている。

### スペシャル
| 放送日       | サブタイトル | 脚本     | 演出     | 視聴率 |
| ------------ | ------------ | -------- | -------- | ------ |
| 2007年1月6日 | - 初恋 -     | 寺田敏雄 | 猪股隆一 | 10.3%  |

## その他
- モデルとなっている鳩間島の人々は方言を話すが、このドラマの登場人物は基本的に標準語を使っている。

## 関連商品
- 瑠璃の島 DVD-BOX（2005年9月22日発売）
- 瑠璃の島 SPECIAL 2007 -初恋-（2007年4月25日発売）